# Ingersheim (Bade-Wurtemberg)
Pour les articles homonymes, voir Ingersheim.
Ingersheim est une commune de Bade-Wurtemberg (Allemagne), située dans l'arrondissement de Ludwigsbourg, dans la région de Stuttgart, dans le district de Stuttgart.

## Géographie
Ingersheim est une ville située aux larges du Neckar, entourée de prairies, de champs et de vignes. De nombreux habitants font régulièrement la navette entre Ingersheim et Bietigheim-Bissingen, Ludwigsbourg ou Stuttgart pour leurs sites industriels.

## Politique et administration

### Jumelages
Au 8 août 2016 la commune est jumelée avec :
- Ingersheim (Haut-Rhin), depuis juillet 1999[1].